# Резолюція Ради Безпеки ООН 2334
Резолюція Ради Безпеки ООН № 2334 була прийнята на 7853-му засіданні 23 грудня 2016 року і стосується діяльності по створенню ізраїльських поселень на територіях Палестини, захоплених в 1967 році в результаті Шестиденної війни, включаючи й Східний Єрусалим. Резолюція підтверджує, що будівництво єврейських поселень є «грубим порушенням міжнародного права» і не має «ніякої юридичної сили». Радбез вимагає від Ізраїлю припинити таку діяльність і виконувати свої зобов'язання як держави-окупанта відповідно до четвертої Женевської конвенції.
Це перша резолюція Ради Безпеки ООН з питань, що стосуються Ізраїлю і Палестини з 2009 року, і перша, що стосується проблеми ізраїльських поселень, починаючи з резолюції № 465 від 1980 року. Хоча вона не передбачає ніякого покарання чи примусових заходів за її невиконання, згідно з ізраїльською газетою Haaretz таке рішення Радбезу «може мати серйозні наслідки для Ізраїлю в цілому і, зокрема, щодо фінансування поселень в середньостроковій і довгостроковій перспективі».
Прем'єр-міністр Ізраїлю Біньямін Нетаньягу заявив, що Ізраїль припиняє фінансування 5 інститутів ООН і скасував запланований візит прем'єр-міністра України Володимира Гройсмана через «антиізраїльське» голосування, з інших країн, які голосували за дану резолюцію, були відкликані посли та інші дипломатичні представники.

## Передісторія
Унаслідок перемоги в Шестиденній війні у 1967 році під контроль Ізраїлю перейшла частина Західного берегу річки Йордан, Східний Єрусалим і Голанські висоти. Відповідно до рішень ООН, ці території були оголошені окупованими, зокрема, резолюцією Радбезу № 242 від 22 листопада 1967 року. Вона передбачає створення 2 держав: палестинської та єврейської і вивід ізраїльських військ з даних територій.
Ряд джерел вважає, що існування ізраїльських поселень на окупованих територіях суперечить Женевській конвенції. Такі міжнародні міжурядові організації, як Конференція країн учасників Четвертої Женевської Конвенції, ООН і ЄС неодноразово заявляли, що ці поселення є серйозним порушенням міжнародного права. Неурядові організації, такі як Міжнародна Амністія і Human Rights Watch, також охарактеризували створення поселень як порушення міжнародних законів.
У резолюціях РБ ООН 446, 452, 465 та 471, прийнятих в 1979—1980 рр., вказувалося, що створення Ізраїлем поселень на окупованих територіях є незаконним, і висувалися вимоги припинити їх будівництво.
Ізраїль не згідний з позицією, що його дії є порушенням міжнародного права, і вважає, що в даному випадку не можуть бути застосовані норми Женевської конвенції, оскільки «ці території раніше не належали жодній державі».
Він також заперечує визначення території Західного берега річки Йордан (включаючи Східний Єрусалим) як «окупованої», наполягаючи на міжнародному терміні «спірна територія». Як основні аргументи на користь цієї позиції наводяться оборонний характер арабо-ізраїльської і шестиденної воєн, відсутність визнаного міжнародного суверенітету над цими територіями до 1967 року та історичне право єврейського народу на Землю Ізраїлю.

## Зміст резолюції

Карта голосування членів Ради Безпеки ООН щодо резолюції

У резолюції йдеться про те, що всі заходи, спрямовані на зміну демографічного складу і статусу палестинських територій, окупованих Ізраїлем, в тому числі будівництво та розширення поселень, конфіскація землі, знесення будинків і переміщення палестинських цивільних осіб є порушенням міжнародного гуманітарного права, обов'язку Ізраїлю як держави-окупанта відповідно до четвертої Женевської конвенції, і попередніх резолюцій з даної проблеми. У рішенні також міститься заклик розрізняти міжнародно визнану територію Держави Ізраїль та територію, додатково окуповану після 1967 року.
Резолюція засуджує всі акти насильства по відношенню до цивільних осіб, в тому числі тероризм, провокації і руйнування. За даними New York Times, це посилання «направлене до палестинських лідерів, яких Ізраїль звинувачує в заохоченні нападів на цивільне населення». Рада Безпеки ООН закликала обидві сторони дотримуватися спокою і стриманості і утримуватися від провокаційних дій і підбурювання з метою деескалації ситуації на місцях. Вона трактує політику розширення поселень як одну з ключових перешкод у мирному вирішенні конфлікту.

## Голосування
Початково проект резолюції був підготовлений Єгиптом, однак 22 грудня через тиск обраного Президента США Дональда Трампа на єгипетського президента Ас-Сісі вона була відкликана. 23 грудня резолюцію знову внесли на розгляд Радбезу ООН вже інші члени, а саме: Малайзія, Нова Зеландія, Сенегал і Венесуела. Після обговорення вона була поставлена на голосування і прийнята 14 голосами, при цьому США утрималися, не скориставшись своїм правом вето.

## Реакція
Прем'єр-міністр Ізраїлю Біньямін Нетаньяху, виступаючи по телебаченню на наступний день після прийняття резолюції, піддав критиці Організацію Об'єднаних Націй і адміністрацію США, назвав резолюцію «ганебною», заявивши, що «немає більшого абсурду, ніж назвати Стіну плачу і єврейський квартал Єрусалиму окупованою територією»; він також сказав наступне: «У 1980 році ООН прийняла резолюцію, яка прирівнювала сіонізм до нацизму. Ми домоглися скасування цієї резолюції. Нова резолюція теж буде скасована, і не завдяки поступкам, а завдяки нашій стійкості».
Ізраїль відкликав своїх послів з Сенегалу і Нової Зеландії для консультацій. Припинено економічну допомогу Сенегалу. Скасовано візит до Ізраїлю прем'єр-міністра України Володимира Гройсмана, під час якого сторони планували підписати договір про надання ще 20 тисяч робочих місць українцям і про розширення військової допомоги Україні. Скасовано зустріч Нетаньяху з прем'єр-міністром Великої Британії Терезою Мей. Викликаний для розмови посол США в Ізраїлі Дан Шапіро. З 15 країн в РБ ООН, ноти протесту були вручені послам 11 з них, оскільки в Ізраїлі немає дипломатичних відносин з Венесуелою і Малайзією, а посли Сенегалу і Нової Зеландії в Ізраїлі тільки акредитовані, але там не перебувають. Міністрам ізраїльського уряду заборонено відвідувати всі країни, які проголосували за резолюцію. Скасовано міністерські візити в Росію, Україну, Велику Британію, Іспанію і Японію.
Міністр оборони Ізраїлю Авігдор Ліберман дав вказівку військовому коменданту Західного берега річки Йордан генералу Йоаву Мордехаю припинити будь-яку співпрацю з адміністрацією Палестинської автономії з цивільних питань.
Серед провідних політиків Ізраїлю також висловлювалися думки про більш жорстку відповідь на резолюцію. Серед них були пропозиції поширити повний ізраїльський суверенітет на територію «C» Західного берега, висловлену міністром освіти Нафталі Бенетом, і пропозиція про реакцію, «яка розвіє всі фантастичні мрії палестинців», глави парламентської комісії із закордонних справ та безпекової політики, Аві Діхтера.
Обраний президент США Дональд Трамп піддав різкій критиці відмову Сполучених Штатів скористатися своїм правом вето, і пригрозив, що США припинять фінансувати діяльність ООН (25 % від бюджету ООН) і країн, які проголосували за резолюцію.
Голосування України за резолюцію викликало критику в країні. Ряд політиків і політологів України визначили цей крок, як «провал міжнародної політики» і як «удар в спину одного з небагатьох вірних друзів України». Особливо жорстку критику висловили депутати з міжфракційної групи Верховної Ради «Україна-Ізраїль».. За ізраїльськими відомостями, на президента України здійснював тиск віце-президент США Джо Байден